# 津路清子
津路 清子（つじ きよこ、1908年（明治41年）3月18日 - 1993年（平成5年））は、日本の女優。山口県下関市出身。
下関桜光女学院卒業後、マキノ・プロダクションに入社。結婚を機に引退したが、1950年に復帰し、新東宝に所属。

## 出演作品

### 映画
- 喜劇 団体列車（すみ江）
- 佐々木小次郎（あかね屋の老婆）
- がらくた（おせい）
- 大笑い次郎長一家 三ン下二挺拳銃（駿河屋お清）
- どぶろくの辰（松枝）
- 太平洋のGメン（別荘の留守番女）
- 地平線がぎらぎらっ（睦子の母）
- 社長野郎ども（房江女史）
- 蛇精の淫（みね）
- 花嫁吸血魔（白井道子）
- 地獄（母やす）
- 怪談海女幽霊（巫女）
- 女死刑囚の脱獄（女中加代）
- 若社長と爆発娘（仲人吉野夫人）
- 偽りの情事（旅館のおかみ）
- 嵐に立つ王女（佐竹綾子）
- 日本ロマンス旅行（常盤御前の母関屋）
- 貞操の嵐（妻浅代）
- 女間諜暁の挑戦（陳夫人）
- 坊ちゃんに惚れた七人娘（おくめ）
- 汚れた肉体聖女（木戸女史）
- 人喰海女（青線のおかみ）
- 不如帰（清子）
- 勝利者の復讐（保育園長）
- 鏡山誉の女仇討（岩藤）
- 憲兵とバラバラ死美人（清の家の女将）
- 死刑囚の勝利（勝子）
- 世紀の勝敗（望月絹江）
- 女囚と共に（女医）
- 快傑修羅王（妻お栄）
- 森繁よ何処へ行く（マダム）
- 続・君ひとすじに（夫人元子）
- ノイローゼ兄さんガッチリ娘（焼鳥屋の女）
- 黒帯無双（お海）
- 柔道流転（竹中巡査の妻）
- 男一匹（おふじ）
- 若い人たち（節子の母）
- 弥次喜多（茂作の女房）
- やくざ囃子（平五郎の女房）
- 母の秘密（おふじ）
- 剣侠江戸紫（おたき）
- 花と竜 第二部（辻木夫人）
- ママの日記（酒場のマダム）
- 地雷火組（お玉）
- 今日は会社の月給日（「おり鶴」女将）
- 平手造酒（鈴村の女将）
- 右門捕物帖 帯どけ仏法（あ蓮）
- 銀座化粧（マダム幸子）
- 宝塚夫人（マダム）
- どぶろくの辰（1962年、東宝）

### テレビドラマ
- 人形佐七捕物帳 第6話「雷の宿」（1971年、NET / 東宝） - 芸者
- 火曜日の女シリーズ「幻の女」（1971年、NTV）
- 一心太助 第25話「よき哉江戸の春」（1972年、CX / 国際放映） - 長屋の女房
- 鬼平犯科帳 第2シリーズ 第26話「はさみ撃ち」（1972年、NET / 東宝） - おとら
- 怪談 第2話「牡丹燈籠」（1972年、MBS）- 老婆
- キカイダー01 第1話「無敵!! 人造人間ゼロワン誕生!!」（1973年、NET / 東映） - 老婆（リエコの変装）
- 荒野の用心棒（1973年、NET / 三船プロ）
  - 第19話「女囚は残酷に沼に沈んで…」
  - 第39話「荒野の果てに陽はまた昇り…」
- 忍者キャプター 第13話「まぼろしの大秘宝」（1976年、12ch / 東映） - 老婆（天魔）
- ぐるぐるメダマン 第12話「おバケ寺からきた机」（1976年、12ch / 東映） - 老婆
- ロボット110番 第28話「お婆ちゃんの広場」（1977年、ANB / 東映）
- 破れ新九郎 第14話「罠! 死美人は知っていた…」（1978年、ANB / 中村プロ） - クメ
- Gメン'75 　第317話「女の裏窓 24時間」（1981年、TBS）−横山満の母親
- 文吾捕物帳 第19話（1982年）
- 流れ星佐吉 第7話（1984年）
- 刑事物語'85 第3話（1985年）
- 私鉄沿線97分署 第81話（1986年） - 管理人
- 光戦隊マスクマン 第7話「爆発! ケンタの愛」（1987年） - 老婦人